# Rumble Roses XX
Rumble Roses XX es un videojuego de lucha lucha libre femenina del 2006, exclusivamente para la Xbox 360. Fue desarrollado por Konami y YUKE's Future Media Creators.
Es una secuela del juego Rumble Roses para PlayStation 2. Además de la mejora gráfica, en esta secuela puede haber 4 jugadores, puesto que además de la lucha de un rival contra otro, puede haber parejas de rivales, o dos jugadores jugando en pareja contra la máquina. También posee nuevos movimientos, un creador de personajes y opciones de vestuario.

## Personajes
Cada luchadora tiene cuatro versiones con algunos nuevos movimientos para la lucha y nuevos trajes. Para cada una de estas cuatro versiones, existen otras cuatro versiones que solo se diferencian en los colores de los trajes.
Cada luchadora tiene una versión "face" que son chicas buenas (fila de caras de luchadoras de arriba, en pantalla de selección de personajes), y la "hell" de chicas malas, (fila de selección de luchadoras de abajo). Inicialmente aparece solo una de las dos versiones de cada chica. La otra versión o "alter-ego", hay que desbloquearla, excepto Lady X, para quién hay que desbloquear las dos versiones. 
Para cada luchadora y su alter ego, existe una versión llamada de Superstar que se consigue cuando la luchadora supera el 80% de popularidad sobre la base de victorias conseguidas.
En negrita aparece la lista de luchadoras, con la versión que inicialmente se pueden seleccionar. A la derecha figuran las versiones de la fila de luchadoras de arriba, y a la izquierda las de la fila de abajo.:
- Aigle (nómada) // "Great Khan" (La conquistadora)
- Aisha (bailarina n.º 1) // "Sista A" (Pesadilla del Harlem)
- Anesthesia (con traje de enfermera) // "Dra. Anesthesia" (la operadora)
- "Becky" (animadora) // Candy Cane (colegiala roquera, emulando a Silvia Superstar del grupo de rock español Killer Barbies)
- Dixie Clemets (Tex-Ax) // "Sgt. Clemets" (La Jueza Intrépida)
- Makoto Aihara (Inocente Tornado) // "The Black Belt Demon" (yudoca)
- Miss Spencer (con traje de maestra) // "Mistress" (La Dominatrix)
- "Noble Rose" (Espina de Justicia) // Evil Rose (con traje de pantera)
- Reiko Hinomoto (La Luchadora Zero) // "Rowdy Reiko" (Reina Cobra)
- "Yasha" (Vengadora Inmortal) // Benikage (Kunoichi)
- "Lady X Substance" (personaje de Metal Gear Solid 2). // "Lady X Subsistence" (personaje de Metal Gear Solid 3).

### Personajes ocultos
- Non-Non (oso): selecciona el cinturón negro-demonio en el modo exhibición y pulsar botones LT y A.
- Sebastian (payaso): selecciona a Mistress en el modo exhibición y pulsar botones LT y A.

### Edición de Personajes
A medida que se vence, se va consiguiendo dinero con el que podremos comprar trajes en el apartado de "tienda". Inicialmente se podrá comprar los trajes marinera de colegiala japonesa, colegiala europea y animadora. Posteriormente sobre la base de logros conseguidos, se desbloquearán nuevos trajes que se podrán comprar, como trajes de baño, trajes de la saga Metal Gear Solid, traje de doncella, traje de gimnasia, traje de gata ...etc.
De esta forma, cada personaje se puede vestir con los nuevos trajes, o bien, vestir nuevas luchadoras creados en el "editor de personajes", donde se puede configurar las características de apariencia física (peinado y color de pelo, color de la piel, altura, musculatura ...etc).

## Título de cinturón de campeona individual
Para optar al título de individuales hay que cumplir las siguientes condiciones: 
1. Vencer al menos una vez, a las otras 9 luchadoras, en combates individuales en cualquiera de los escenarios "estadio", "calle", "rascacielos" o "valle rojo".
2. Conseguir al menos 15 victorias en cualquiera de los escenarios.
3. Lós últimos 3 combates han de haber sido victorias.
4. Finalmente, aparecerá el combate por el título en el "estadio", donde habrá que vencer al "alter-ego" (la otra versión) de la luchadora que consiguió el título anteriormente.

Hay que tener en cuenta que los combates con 3 o más luchadoras no cuentan (por ejemplo Royal a 3, partidas de desventaja o partidas de equipo), ni tampoco los de exhibición o en red, por lo tanto si se pierde alguno de estos tipos no pasa nada.

## Título de campeonas por parejas
Para optar al título de parejas hay que cumplir las siguientes condiciones: 
1. Llevar 10 victorias de equipo con la misma compañera. Si en algún momento juegas con otra compañera la cuenta se reinicia.
2. Llevar 3 victorias consecutivas de equipo (también con la misma compañera).

Hay que tener en cuenta que todo lo que no sea una partida de equipo no cuenta (como Royal a 4, partida de individuales o de desventaja). Al igual que en el otro título, las partidas de exhibición y a través de internet no afectan.

## Desbloqueo de personajes
Hay 2 filas de las caras de las luchadoras en la pantalla de selección de personajes. La fila de arriba, y otra versión de las mismas luchadoras en la fila de abajo.
Inicialmente nos encontramos que solo se pueden seleccionar una de las dos versiones de cada personaje. Hay 7 personajes seleccionables en la fila de arriba, y 3 en la de abajo.
A) El desbloqueo de los alter ego (otras versiones) de las luchadoras que figuran en la fila de arriba, se consigue: 
1. Ganando el título del personaje con el que se quiere desbloquear su alter ego (no hacerlo con su versión super estrella).
2. Ganando el título individual con otra luchadora. Seguidamente, nos aparecerá un combate de recompensa.
3. Ganando el combate de recompensa, que es contra el alter ego, del personaje con quien inicialmente se ganó el título, quedando arrebatado dicho título y debloqueada dicha versión.

Para desbloquear el alter ego, de la luchadora con la que secundariamente se obtuvo el título (siempre que sea una luchadora seleccionable en la fila superior), se consigue ganando el título individual con otra nueva luchadora y se le arrebata el título en el combate de recompensa. Así sucesivamente, se desbloquearán las 7 luchadoras seleccionables en la fila superior.
B) El desbloqueo de los alter ego de las luchadoras que figuran en la fila de abajo, se consigue: 
1. "Becky": Derrotando a Candy Cane 10 veces jugando como Miss Spencer, y después ganar el combate de recompensa.
2. "Noble Rose": Derrotando a Evil Rose 10 veces jugando como Reiko Hinomoto, y después ganar el combate de recompensa.
3. "Yasha": Derrotando a Benikage 10 veces jugando como Anesthesia, y después ganar el combate de recompensa.

C) Finalmente, queda por desbloquear las dos versiones de Lady X.
- "Lady X Substance": Tras conseguir desbloquear el alter ego de las 10 luchadoras, surgirá el combate recompensa donde hay que vencer a Lady X en el escenario "rascacielos", y finalmente se podrá comprar por 20.000 créditos en la "Tienda" en apartado de "Otros".
- "Lady X Subsistance": Después de vencer a Lady X Substance, aparece otro combate de recompensa consecutivo, donde hay que vencer al equipo de Lady X y Anesthesia en combate de desventaja. 
Posteriormente se podrá comprar a Lady X Subsistance por 30.000 créditos en la Tienda en apartado de "Otros".

## Tipos de combate
- Combate individual contra otra rival.

- Combate por parejas de dos contra otras dos rivales. El jugador elige el momento de cuando la compañera que espera en una esquina fuera del cuadrilátero, le releva. El jugador pasa a manejar la nueva luchadora y la anterior espera en la misma esquina. Se da la posibilidad de que la que espera en la esquina, agarre a la luchadora adversaria si esta la alcanza, para poder entre las dos golpearla. En caso de quedar inmovilizado, la compañera puede acudir en su rescate.

- Royal a 3: Tres luchadoras, luchan en el mismo cuadrilátero.

- Royal a 4: Cuatro luchadoras luchan en el mismo cuadrilátero

- Combate en desventaja: Una luchadora, frente a una pareja de luchadoras.

## Escenarios
- Estadio: Lucha en un cuadrilátero en un multitudinario estadio.

- Calle: Lucha en plena calle, entre verjas.

- Valle rojo: Lucha al aire libre en un cuadrilátero, en un valle rojo del Colorado.

- Rascacielos: Lucha en la azotea de un rascacielos.

- Isla: Lucha en un cuadrilátero a orillas de la playa. Si se sale del cuadrilátero se caerá en el agua del Mar. La luchadora perdedora, se verá humillada a realizar alguna tarea (bailar samba, poses sexis, saltar a la comba, pasar el limbo, hacer cosquillas ..etc).

## Modos de juego
- Partidas individuales: Son las que un jugador realiza en los distintos escenarios, siendo el tipo de combate aleatorio. El objetivo es conseguir los títulos de cinturón de campeona individual, o por equipos, y conseguir desbloquear los alter ego de los personajes.

- Modo exhibición: especialmente creada para partidas contra otro jugador con otro mando, pero los escenarios son los mimos. En este modo, se puede seleccionar el tipo de combate que se quiere realizar. También se puede jugar contra la máquina, pero no se consiguen desbloquear los personajes.

- Modo en red: Especialmente creada para partidas en red. Los escenarios y modos de combate son los mismos.

- Modo fotografía: Tras comprar la cámara fotográfica en apartado de la "Tienda", se podrán realizar fotos mientras que la luchadora realiza poses. Estas fotos podrán guardarse y ver almacenadas en el apartado de "Museo".

## Movimientos de lucha
Cada movimiento puede variar según la luchadora.
- Golpear: Botón X
- Agarrar: Botón Y
- Combos de Ataque: Botón X repetidamente, o combinándolo con las distintas direcciones del mando direccional.

- LLaves para derribar a la rival: Estando de pie la rival, se presiona el botón Y de agarre, combinándolo con las distintas direcciones del mando direccional. La llave será diferente según la dirección que hayamos empleado con el mando direccional, o de si la rival está de frente o de espaldas. Tras la llave, la rival acabará en el suelo.

- LLaves de inmovilización y sumisión: Una vez que la oponente ha caído al suelo, se la puede volver a agarrar con el botón Y, para hacerla otras llaves, con luxaciones repetidas, castigando distintas zonas de su cuerpo. La llaves serán diferentes según se mueva el mando direccional, o según sean las extremidades de la rival que se agarren. Cada ataque puede ocasionar daños en cabeza, cuerpo, brazos y piernas. Cada vez que una de esas partes resulta dañada, aparece un icono con esa parte del cuerpo y un tanto por ciento que va subiendo según se castigue al rival. Si una zona ha sido muy castigada llegando al 100%, y se hace una llave atacando esa parte del cuerpo, la luchadora en cuestión se rendirá por no aguantar más, por lo que se ganará el combate.

- Inmovilización 3 segundos para vencer: Cuando la rival esté en el suelo, se pulsa el botón B para inmovilizarla. Si se consigue inmovilizar durante 3 segundos, se habrá ganado el combate. Pero esto solo ocurrirá tras muchos golpes e inmovilizaciones.

- Protegerse de los golpes: Pulsar botón RB.

- Invertir un golpe del oponente, en un golpe del jugador: Pulsar a la vez botones X + RB, justo cuando el adversario vaya a golpear.

- Invertir un agarre del oponente en un golpe del jugador: a la vez botones Y + RB, justo cuando el adversario vaya a agarrar.

- Ataques asesinos: A medida que se ocasionan daños al oponente durante el combate, la barra del margen superior izquierda de la pantalla se va llenando. Una vez que se halla cargado se el indicador numérico que hay al lado de la barra pasa de 0 a 1. Así sucesivamente hasta 5. Este ataque se podrá realizar, las veces que indique el contador. El ataque se realizará entonces apretando el botón superior izquierdo del mando LB, y con el mando direccional hacia arriba. La barra y contador de la derecha son indicadores del rival. Tras este ataque, la rival puede llegar a quedar inmovilizada (excepto en el escenario de lucha callejera). Si queda inmovilizada durante 3 segundos, se ganará.

- Ataques letales: Solo pueden usarse cuando la oponente se encuentra en una situación especifica, como quedar aturdida por los golpes (grogui), o tras ser lanzada a las cuerdas del cuadrilátero y venir rebotada. Los botones que se habrán de apretar son LT y mando direccional hacia arriba. Tras este ataque, la rival puede llegar a quedar inmovilizada (excepto en el escenario de lucha callejera). Si queda inmovilizada durante 3 segundos, se ganará.

- Llaves H: A medida que se lanzan determinados ataques o ciertas llaves de sumisión y se esquivan los del oponente, el nivel de humillación crece. Cuando el medidor (barra más pequeña a la derecha de la pantalla) alcance su máximo nivel, la oponente se verá humillada durante un periodo de tiempo determinado. Una vez este así, si se pulsa el gatillo izquierdo del mando (botón LT), se realizará la llave especial de sumisión humillante, de la que prácticamente es imposible librarse, y la rival se rendirá.

- Llaves XX: Durante las partidas por equipos o las partidas en desventaja, la compañera de tu personaje se encuentra esperando en la esquina, y el indicador de ataque final tuyo y el de tu compañera se encuentran llenos, es posible realizar una llave XX. Es otro movimiento especial del que no es posible liberarse, a menos que la compañera la salve.

## Control de cámara
- En determinadas llaves de la lucha, en las que la luchadora castiga a su oponente inmovilizándola sobre el suelo, con luxaciones repetidas a distintas partes del cuerpo, el jugador podrá manejar la vista acercándola, alejándola o rotándola.
- Podrá controlar también la perspectiva, cuando la luchadora perdedora, se vea obligada a realizar distintas tareas de humillación (bailar samba, poses sexis, saltar a la comba, pasar el limbo, hacer cosquillas ..etc).
- Finalmente, también en las sesiones fotográficas, mientras la luchadora adopte las distintas poses en el modo fotografía.